# Dois Portos
Dois Portos era una freguesia portuguesa del municipio de Torres Vedras, distrito de Lisboa.

## Historia
Hasta 1855 fue la sede del antiguo concelho de Ribaldeira.
Fue suprimida el 28 de enero de 2013, en aplicación de una resolución de la Asamblea de la República portuguesa promulgada el 16 de enero de 2013 al unirse con la freguesia de Runa, formando la nueva freguesia de Dois Portos e Runa.